# Битка код Микатагахаре
Битка код Микатагахаре, вођена 25. јануара 1573 (по Грегоријанском календару, а 22. децембра 1572. по лунарном календару) била је Пирова победа војске Такеда Шингена над трупама Токугава Ијејасуа и Ода Нобунаге недалеко од замка Хамамацу, престонице домена Токугава Ијејасу-а у провинцији Тотоми. Иако је троструко бројнија Шингенова војска однела лаку победу на бојишту, претерано опрезни Шинген пропустио је да заузме Хамамацу и продужи на запад, на Кјото, где је Ода Нобунага био окружен непријатељима са свих страна, чиме је ова победа остала без одлучујућих резултата. Шинген је у пролеће 1573. наставио офанзиву на запад, али је убијен током опсаде замка Нода у провинцији Микава.

## Позадина
Након Пирове победе у бици код Анегаве у лето 1570, Ода Нобунага није успео да уништи своје противнике на северу у провинцијама Оми и Ечизен (кланови Азаи и Асакура), пошто је на југу у провинцији Сецу нападнут од стране протераних великаша из клана Мијоши који су окупили око 8.000 ронина у близини Осаке. Нобунагин напад на побуњенике код Осаке довео га је у сукоб са моћном сектом Ико-ики, која је контролисала велике делове провинција Сецу, Изе и Кии, са великим бројем присталица у другим провинцијама, тако да је у септембру 1570. избио масовни устанак будистичких верника против Нобунаге у провинцијама Сецу, Изе и Оми, а његови непријатељи ојачани су масом наоружаних верника из редова Ико-икија. Након што је одбио напад војске Азаи и Асакура на Кјото у јесен 1570, на страну побуњеника стали су и богати будистички манастири секте Тендај на планини Хиеи код Кјота, који су пружили уточиште Нобунагиним непријатељима све до зиме, када је на наваљивање шогуна Ашикага Јошиакија (који је тајно подржавао побуњенике) против Нобунагине воље склопљен мир. У исто време, Нобунагин савезник Токугава Ијејасу заузео је провинцију Тотоми од клана Имагава и преместио своју престоницу из Оказакија у Микави у Хамамацу у Тотомију. Окружен непријатељима са свих страна, Ода Нобунага је одлучио да нападне најслабијег, па је у јесен 1571. заузео и спалио манастире на планини Хиеи, убивши преко 20.000 монаха и верника, чиме је окренуо против себе велики број будиста широм Јапана, од сељака који су похрлили у редове Ико-икија до великаша, међу којима су најмођнији били Такеда Шинген и Уесуги Кеншин, господари источног Јапана.
У септембру 1572. Нобунага је отворено раскинуо и са шогуном Јошиакијем, који је покушао да искористи устанак Ико-икија и Нобунагине непријатеље како би се ослободио његове превласти. На шогунов позив, Такеда Шинген, који је у то време владао провинцијама Каи, Шинано и Суруга, и чија је војска сматрана најмоћнијом у Јапану, кренуо је у октобру 1572. из своје престонице Кофу на челу око 25-30.000 људи и упао на поседе Токугава Ијејасуа у провинцији Тотоми. Неколико пограничних замкова освојено је после врло малог отпора, а замак Футамата, који је једини пружио озбиљан отпор, освојен је после месец дана опсаде. На вести о опсади замка Футамата, Ода Нобунага одмах је послао свом савезнику помоћ од 3.000 људи које су предводили његови вазали Сакума Уемон Нобумори, Хирате Хирохиде и Мизуно Тадашиге, али је замак Футамата већ пао док је помоћ стигла у Хамамацу, где је Токугава Ијејасу окупио око 8.000 својих ратника. Шингенова војска потом је наставила на југозапад, у намери да прође кроз провинције Тотоми и Микава под влашћу Ијејасуа и нападне Нобунагине поседе у провинцијама Мино и Овари са истока. Иако су му његови и Нобунагини вазали саветовали да се утврди у замку Хамамацу и пусти војску Такеда да прође без борбе, Токугава Ијејасу је одлучио да нападне троструко бројнију војску Такеда на отвореном и тако им запречи пролаз кроз своје земље.

## Битка
25. јануара 1573 (по Грегоријанском календару, а 22. децембра 1572. по лунарном календару) око 16 часова, по снежној мећави, Токугава Ијејасу је извео своју војску (укупно око 12.000) из замка Хамамацу и кренуо на север: око 7,5 км од замка, на пољу под именом Микатагахара, његова претходница састављена од лаких пешака (ашигару) наишла је на противника који је марширао на запад и започела борбу. Војска клана Такеда састојала се од око 9.000 оклопљених самураја на коњима, сваки са пратњом од два пешадинца (структура слична копљу у војскама средњовековне Европе), уз мањи број лаких пешака (ашигару). Савезничка војска састојала се од мањег броја самураја на коњима и већег броја лаких пешака, од којих је знатан део, нарочито у одреду који је послао Ода Нобунага, био наоружан ватреним оружјем (јапанска аркебуза). Ијејасуова мања војска била је распоређена у облику ждралових крила (веома дуга линија повијена на крилима), док је већа Шингенова војска била постројена у облику рибље крљушти, у дубокој колони са великим бројем редова, са најслабијим трупама постављеним напред, како би се најбоље трупе сачувале за решавање битке. Шинген је у прву линију своје војске поставио око 300 слугу (Хроника господара Нобунаге дословно каже водоноша) са наређењем да засипају непријатеља каменицама. Убрзо је стигла Ијејасуова коњица и укључила се у борбу, али је коњица Такеда, сматрана најбољом у Јапану, одговорила жестоким јуришем: Ијејасуова малобројна коњица брзо је подлегла, а лака пешадија наоружана аркебузама успела је само неколико пута да испали своје пушке пре него што је прегажена од Шингенових самураја на коњима. Савезничка борбена линија пробијена је већ у првом нападу, а изгинули су бројни Нобунагини и Ијејасуови вазали: Хирате Хирохиде и Нарусе Масајоши (Ијејасуов непосредни вазал) пали су са свим својим људима. Сам Ијејасу успео је да се пробије из обруча (Хроника господара Нобунаге наводи да је, сам против многих, убио више прогонилаца стрелама) и стигне у Хамамацу са свега 5 пратилаца, док је остатак савезничке војске делом изгинуо, а делом растеран на све стране. Сакума Нобумори успео је да побегне из боја са већином својих људи (Хроника господара Нобунаге наводи у оптужници против њега из 1580. да није изгубио ниједног човека, већ је напустио Токугава Ијејасуа у боју и оставио Хирате Хирохиде-а да погине). Била је то потпуна Шингенова победа, а губици његове војске били су незнатни. Ова битка у великој мери била је сукоб традиционалне јапанске војске средњег века, чија је окосница био оклопљени самурај на коњу и која је решевала битку коњичким јуришем, са модерном војском чија је окосница била пешадија наоружана пушкама. Пораз савезника показао је да пешадија наоружана пушкама не може да се одупре коњици на отвореном пољу без одговарајуће заштите од коњичког јуриша - била је то поука коју ће Ода Нобунага применити три године касније у бици код Нагашина.

## Последице
Стигавши у Хамамацу, који је бранило мање од 200 ратника, Ијејасу је наредио да се капије тврђаве преко ноћи оставе отвореним, упале ватре на зидовима и удара у бубњеве како би преживели из битке нашли пут до замка. Дошавши до Хамамацуа, претходница Такеда поверовала је да их у замку чека заседа и није напала, већ је поставила логор недалеко од зидина. Усред ноћи напао их је Ијејасуов одред од 16 аркебузира и око 100 добровољаца и натерао их на повлачење. Убеђен да је одбрана у замку јака и не желећи дугу опсаду преко зиме, Шинген је одустао од напада на Хамамацу и повукао се у Каи до пролећа. У лето 1573. поново је кренуо на запад, али је убијен током опсаде замка Нода у провинцији Микава, чиме је офанзива на Кјото коначно прекинута. Тако је нестао до тада најмоћнији Нобунагин противник, а шогун Јошиаки, Азаи и Асакура савладани су појединачно до краја године: једино се рат против Ико-икија наставио све до пада Осаке 1580.